# Oldman
Oldman, fue el primer rey de la Nación Misquita como protectorado británico. Su reinado comenzó en 1637 y finalizó con su muerte en 1687. Era el hijo de un cacique miskito cuyo nombre es desconocido. Antes de ser rey fue a Inglaterra, durante el reinado de Carlos I.
Todo comenzó cuando los ingleses decidieron entablar relaciones comerciales con los misquitos. Como este era un cacique muy querido por estos, decidieron nombrar a Oldman como rey de los misquitos.
Oldman fue llevado a Inglaterra y fue recibido en audiencia por Carlos II "poco tiempo después de la conquista de Jamaica" (1655).
Fue sucedido en 1687 por su hijo, Jeremy, quien se educó en Inglaterra.